# 너태샤 베딩필드
너태샤 베딩필드(Natasha Bedingfield, 1981년 11월 25일 ~ )는 잉글랜드의 싱어송라이터이다. 형제자매로 대니얼 베딩필드, 니컬라 레이철이 있다.